# Sussex Spaniel
Le sussex spaniel est une race de chien d'origine anglaise. Ce petit épagneul aux allures de basset est un chien de chasse leveur de gibier. Il est plus bas, plus long et plus lent que les autres épagneuls. Sa robe fournie et plate est d'une vive couleur foie doré, les poils se dorant à l'extrémité.

## Historique
Le sussex spaniel est le premier épagneul à être considérée comme une race en Angleterre au XVIIIe siècle. Durant la Seconde Guerre mondiale, la race a failli disparaître et ne doit sa survie qu'aux efforts de quelques éleveurs britanniques passionnés de chiens de chasse. 
En France, la race ne compte que deux ou trois éleveurs et le cheptel actuel est d'une centaine de sujets comptant seulement de deux à trois portées par an.

## Caractéristiques
Le sussex spaniel est un chien solidement bâti. Le crâne est large avec une courbe modérée d'une oreille à l'autre, le stop est bien marqué. Les yeux sont de couleur noisette avec une expression douce. Les oreilles sont assez grandes en forme de lobe. Les membres sont assez courts, la longueur du corps des épaules aux hanches est 1,5 à 2 fois plus grande que la hauteur au garrot. Le poil est plat avec un sous poil très fourni, l'unique couleur autorisée est le foie, avec l'extrémité des poils dorée. 
Les allures du sussex sont caractéristiques : il roule de l'arrière-main. À la chasse, cet épagneul donne de la voix en pistant le gibier, à la façon des chiens courants.